# Lewis Gibson
Lewis Gibson, né le 19 juillet 2000 à Durham, est un footballeur anglais qui évolue au poste de défenseur à Preston North End.

## Biographie

### En club
Passé par le centre de formation de Newcastle United, Lewis Gibson rejoint les équipes de jeunes de l'Everton FC en juillet 2017, à tout juste dix-sept ans.
Le 31 janvier 2020, il est prêté pour six mois à Fleetwood Town, où il participe à onze matchs.
Le 23 septembre 2020, Gibson est prêté pour une saison au Reading FC, avec qui il joue treize matchs.
Le 3 juillet 2023, il rejoint Plymouth Argyle.

### En équipe nationale
Lewis Gibson participe au championnat d'Europe des moins de 17 ans en 2017 avec l'équipe d'Angleterre de cette catégorie. Il est titulaire régulier et joue six matchs lors de ce tournoi qui voit l'Angleterre s'incliner en finale par l'Espagne à l'issue de la séance de tirs au but.
Gibson est ensuite sélectionné pour disputer Coupe du monde des moins de 17 ans organisée en Inde. Il ne joue qu'un seul match lors de cette compétition que l'Angleterre remporte en prenant sa revanche contre l'Espagne en finale.

## Palmarès

### En sélection nationale
- Angleterre -17 ans
  - Vainqueur de la Coupe du monde en 2017
  - Finaliste du Championnat d'Europe en 2017.